# Marco Wegmüller
Marco Wegmüller né le 9 décembre 1982, est un joueur professionnel suisse de hockey sur glace.

## Profil
Gaucher, il joue au poste de gardien et porte le numéro de maillot 82.

## Carrière en club
- 1998-2000 HC Davos (Junior Elite A et LNA)
- 2000-2001 SC Herisau (LNB) et HC Davos (LNA)
- 2001-2002 HC Bienne (Junior Elite A et LNB) et HC Coire (LNA)
- 2002-2004 Rapperswil-Jona Lakers (LNA)
- 2004-2005 Pas de club
- 2005-2006 CP Berne (LNA) et SC Langenthal (LNB)
- 2006-2007 CP Berne (LNA)
- 2007-2008 HC Bienne (LNB)
- 2008-2009 HC Bienne (LNA)

## Carrière internationale
Il représente la Suisse au cours des compétitions suivantes :
Championnat du monde junior U-18
- 2000

## Palmarès
- Champion Suisse LNB en 2008 avec le HC Bienne
- Promotion en LNA en 2008 avec le HC Bienne